# Валя-Яшулуй
Валя-Яшулуй (рум. Valea Iașului) — село у повіті Арджеш в Румунії. Входить до складу комуни Валя-Яшулуй.
Село розташоване на відстані 137 км на північний захід від Бухареста, 38 км на північ від Пітешть, 118 км на північний схід від Крайови, 87 км на південний захід від Брашова.

## Населення
За даними перепису населення 2002 року у селі проживала 461 особа, усі — румуни. Усі жителі села рідною мовою назвали румунську.